# Orlasenke
Die Orlasenke ist eine etwa 150 km² große Flachland-Region in Ostthüringen, die im östlichen und mittleren Teil von der Orla, im Westteil von deren Zufluss Kotschau durchzogen wird. In den Zeiten der deutschen Besiedlung (9.–13. Jh.) östlich der Saale, Elster und Elbe, also im Land der Slawen, wurden die Siedlungsverbände der Sorbenstämme in den Offenlandschaften als Gaue bezeichnet und dieser Begriff später auch für Territorien verwendet. Daher wird dieses Gebiet auch als Orlagau bezeichnet.

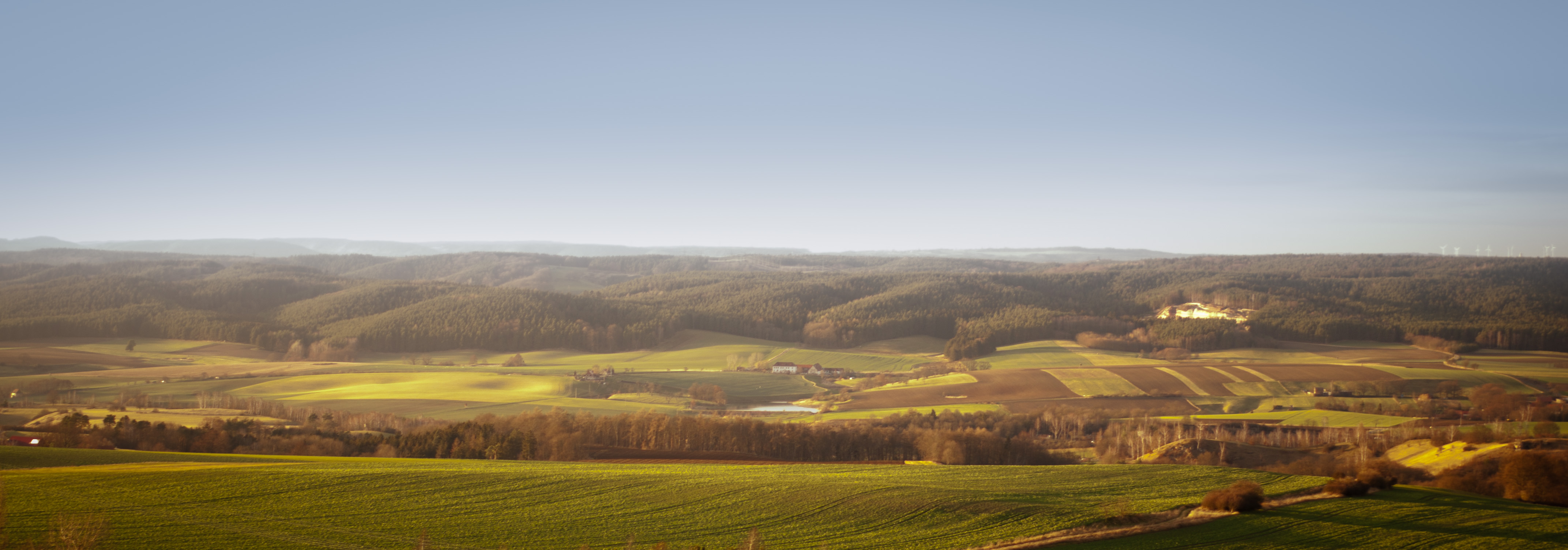
Die Orlasenke westlich von Neustadt (im Hintergrund das Holzland)

## Geographie

### Lage
Die Orlasenke ist etwa 35 Kilometer lang und bis fünf Kilometer breit. Die Orlasenke beginnt etwa bei Triptis im Osten und endet bei Saalfeld im Westen. Sie liegt in 200 bis 300 Metern Höhe und besteht aus sehr fruchtbaren Böden, die hier vielseitigen Ackerbau ermöglichen. Parallel zur Orlasenke erheben sich im Norden die Vordere Heide und das Thüringer Holzland mit bis zu 450 Meter hohen Erhebungen und im Süden das Thüringer Schiefergebirge mit bis zu 530 Meter hohen Bergen.

### Gewässer
Die Orlasenke ist kein durchgängiges Tal, sondern zwischen Saalfeld und Pößneck befindet sich eine Wasserscheide. Die aus Richtung Triptis kommende Orla ändert kurz vor Pößneck die Fließrichtung nach Nordwesten durch das Buntsandsteingebiet zur Saale. Während die Kotschau deshalb nach Osten zur Orla entwässert, fließt die Weira nach Westen zur Saale. Durch die Karsterscheinungen in der Senke versickern einige kleinere Bäche aus dem Schiefergebirge. Am Nordrand gibt es einige mit Wasser gefüllte Erdfälle, darüber hinaus wurden zahlreiche Fischteiche und kleinere Bewässerungsspeicher angelegt.

### Naturräumliche Zuordnung
Naturräumlich stellt sie innerhalb der Haupteinheitengruppe Thüringer Becken (mit Randplatten) an seinem südöstlichen Rand die Haupteinheit 470 dar. In der vom Handbuch abweichenden, innerthüringischen Gliederung Die Naturräume Thüringens der Thüringer Landesanstalt für Umwelt und Geologie (TLUG) wird die Einheit Orlasenke mit 137 km² angegeben.

## Geschichte
Im Zuge der Neuverlegung der EGL 442 durch Ostthüringen wurden in der Orlasenke archäologische Fundplätze entdeckt. Das Fundgebiet nimmt innerhalb der Latènezeit eine Sonderstellung ein. Hier haben sich die Einflüsse des mitteleuropäischen Südens im stärkeren Maße niedergeschlagen als ansonsten nördlich der Mittelgebirge. Siedlungsplätze bei Pößneck lassen erkennen, dass die Bewohner weitreichende Kontakte unterhielten. Bemalte Gefäßscherben gehören ins Umfeld des Manchinger Oppidums. Bruchstücke von Glas- und Sapropelit-Armringen zeigen weitere Handelskontakte auf. Zu den archäologischen Funden gesellt sich eine keltische Goldmünze, ein Regenbogenschüsselchen. Der Vollstater vom Typ V D, der vom zweiten Viertel bis zum Ende des 2. Jh. v. Chr. in Süddeutschland geprägt wurde, hat ein Gewicht von 6,064 g. Er besitzt eine konvexe, glatte Seite, während die konkave Seite ein Kreuz- bzw. Sternmotiv zeigt. Die Münze lag in einer 1,70 m großen und etwa 0,34 m tiefen Grube, in der sich auch  Brandlehm, Keramikscherben von 14 Gefäßen und Tierknochen befanden.

## Geologie

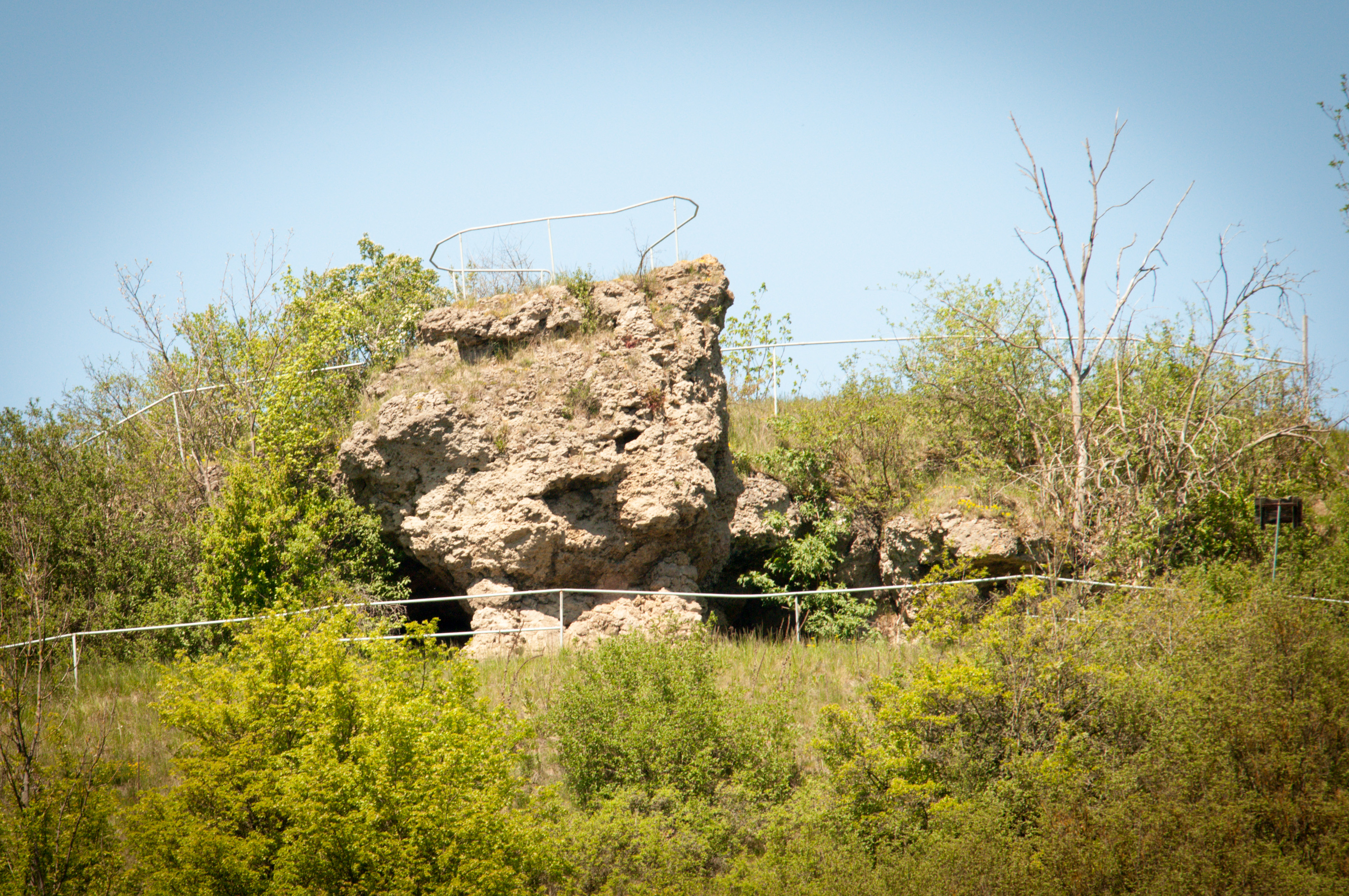
Totenstein: Zechsteinriff

Die Orlasenke ist ein breites Band aus Sedimentgesteinen der Zechsteinzeit. Das nördlich der Senke gelegene Sandsteingebiet wurde hier ausgelaugt und abgetragen. An seinem nördlichen Übergang zum Buntsandstein der Saale-Elster-Platte gibt es zahlreiche Erdfälle. Am südlichen Rand bilden widerstandsfähigere Schichten aus Dolomit und Kalken steilere Felsabschnitte (z. B. bei Döbritz und am Totenstein). Dabei handelt es sich um die Erosionsreste ehemaliger, im warmen Flachmeer der Zechsteinzeit entstandener Riffe. Sie bilden günstige Situationen zur Anlage von Burgen (Burg Ranis, Schloss Brandenstein, Burg Könitz). Weiterhin finden sich hier einige Höhlen (Ilsenhöhle an Burg Ranis, Kniegrotte).

## Verkehr und Besiedlung
Die Hauptverkehrsadern der Orlasenke sind die B 281 und die Bahnstrecke Gera–Saalfeld, die beide Gera im Osten mit Saalfeld im Westen verbinden. Die beiden größten Städte in der Orlasenke sind Pößneck (etwa 13.000 Einwohner) und Neustadt an der Orla (etwa 9.000 Einwohner). Weitere größere Orte sind (von Ost nach West): Triptis, Oppurg, Krölpa, Kamsdorf und  Unterwellenborn.
Zwischen dem Bau der Eisenbahnstrecke (1871) und der Deutschen Wiedervereinigung (1990) war die Orlasenke mit der Stadt Pößneck als Mittelpunkt ein Zentrum der Textilindustrie in Thüringen.